# Christian Stumpff
Johann Christian Nicolas Stumpff (Grünstadt, circa 19 augustus 1770 – Amsterdam, 23 september 1841) was een Nederlands slagwerker van Duitse komaf.
Hij was zoon van Johannes Stumpff en Maria Magdalena Maurer. Hijzelf trouwde met Anna Clara Jung. Voor wat betreft bekendheid werd hij overvleugeld door zonen Jacob Stumpff en Johann Eduard Stumpff, maar vooral door kleinzoon (via Jacob) Willem Stumpff.
Hij kreeg zijn muziekopleiding van J.P.Mattern, die stadsmusicus was in Grünstadt en les gaf aan het Collegium Musicum. Daarna trok hij langzaam richting Nederland via het Pruisisch (leger)muziekkorps, dat van Oranje Nassau. Hij werd enige tijd gestationeerd in en rond Nijmegen. Hij zag de kans schoon zich rond 1798 in Amsterdam te vestigen, alwaar hij tot zijn dood bleef. Hij zou daar enige tijd directeur zijn geweest van de Stadsschouwburg, maar daar zijn onvoldoende gegevens over terug te vinden. 
Wat wel bekend van hem is dat hij gedurende zijn leven een verbetering aanbracht in de stemtechniek van pauken. Hij kreeg daar vanuit Koninklijke kring een vergoeding voor van 300 gulden. Bovendien was hij vanaf 1812 samen met Arnold Dahmen leider van de schutterijmuziek in Amsterdam.